# Russian Aircraft Corporation MiG
A Russian Aircraft Corporation MiG (em russo:  Российская самолетостроительная корпорация „МиГ“ Rossiyskaya samoletostroitel'naya korporatsiya "MiG") é uma empresa de capital aberto e indústria aeroespacial russa. Conhecida anteriormente como  Mikoyan i Gurevich, MiG (em russo:  Микоя́н и Гуре́вич, МиГ), ou simplesmente Mikoyan, é uma OKB de aeronaves militares, projetando principalmente aviões de caça. Sua sede está estabelecida em Begovoy, Distrito administrativo do norte em Moscou.
As aeronaves da MiG foi uma das partes mais importantes da Força Aérea Soviética e Russa, tendo a União Soviética vendido muitas dessas aeronaves em sua esfera de influência. Foram utilizadas por militares da Coreia do Norte, Vietname do Norte, Índia e em vários confrontos com forças aliadas e dos Estados Unidos, formando também parte das forças aéreas de muitas nações Árabes.

## História
A MiG Começou suas atividades na União Soviética desenvolvendo projetos militares para o governo, fundada pelo armênio Artem Mikoyan e Mikhail Gurevich, por isso o nome: "Mikoyan-Gurevich". Após a morte de Gurevich em 1976, o nome "Gurevich" foi eliminada do nome da empresa apesar do nome ter permanecido MiG, conhecida mundialmente desta forma.
Em 2006, o governo russo fundiu 100% das ações da Mikoyan com a Ilyushin, Irkut, Sukhoi, Tupolev, e Yakovlev, formando uma nova empresa denominada United Aircraft Corporation. Especificamente, a Mikoyan e a Sukhoi foram colocadas na mesma unidade operacional.

## Lista das aeronaves

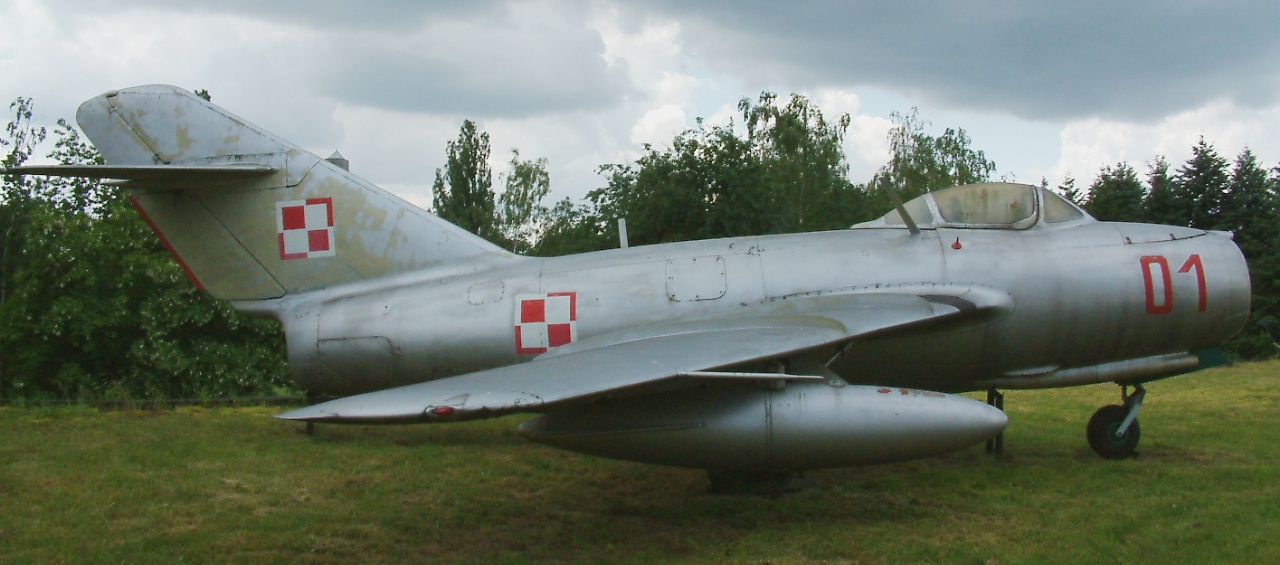
MiG-15

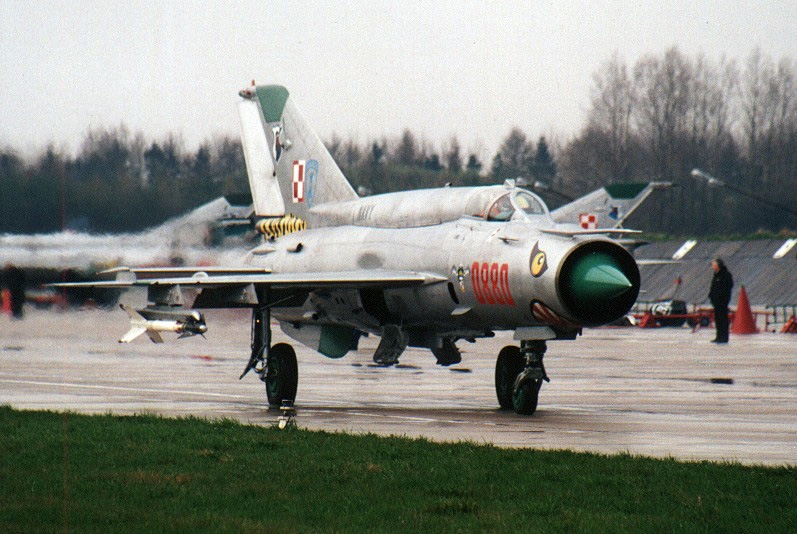
MiG-21

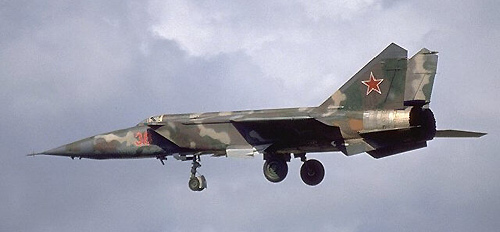
MiG-25

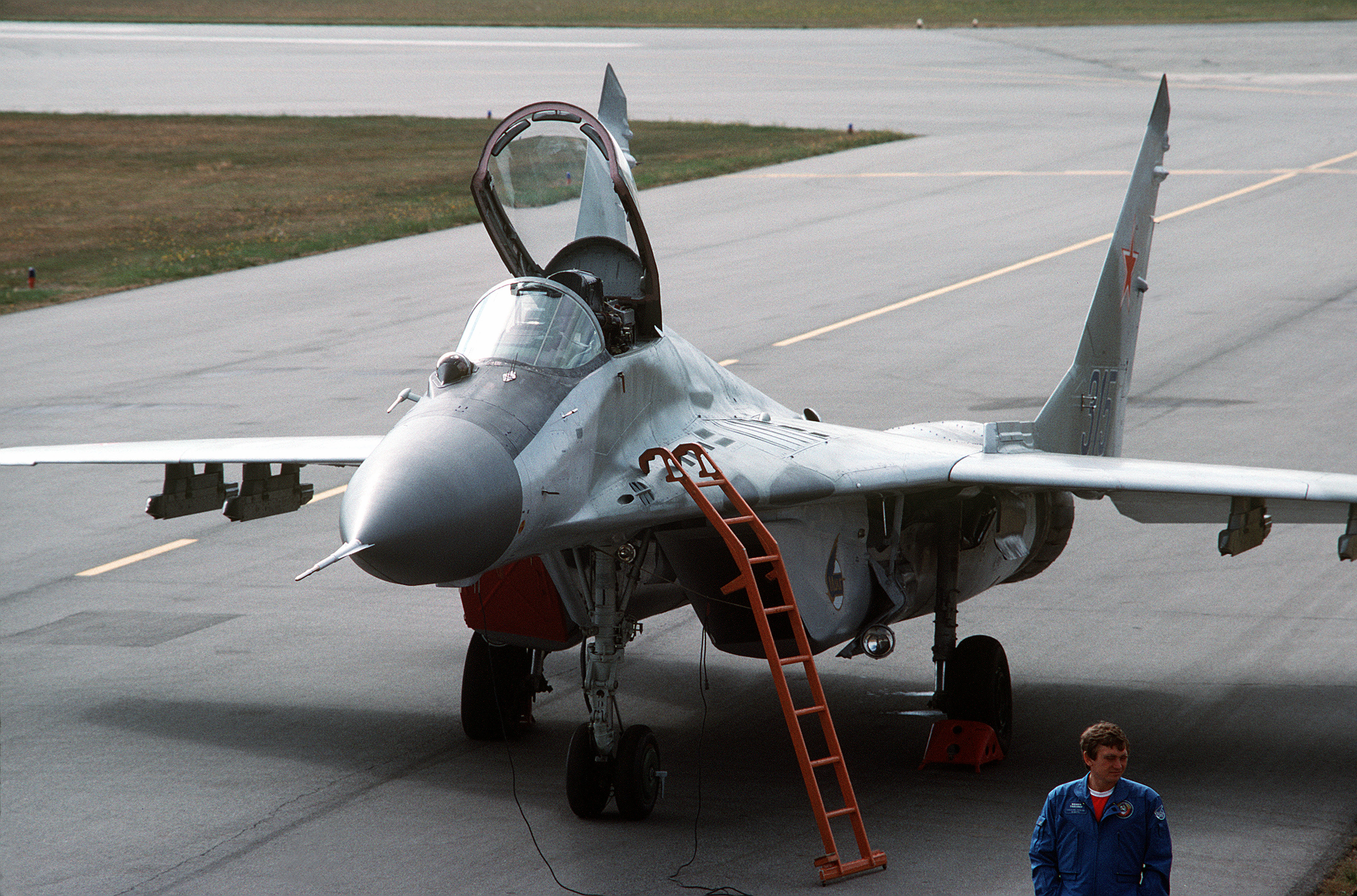
MiG-29

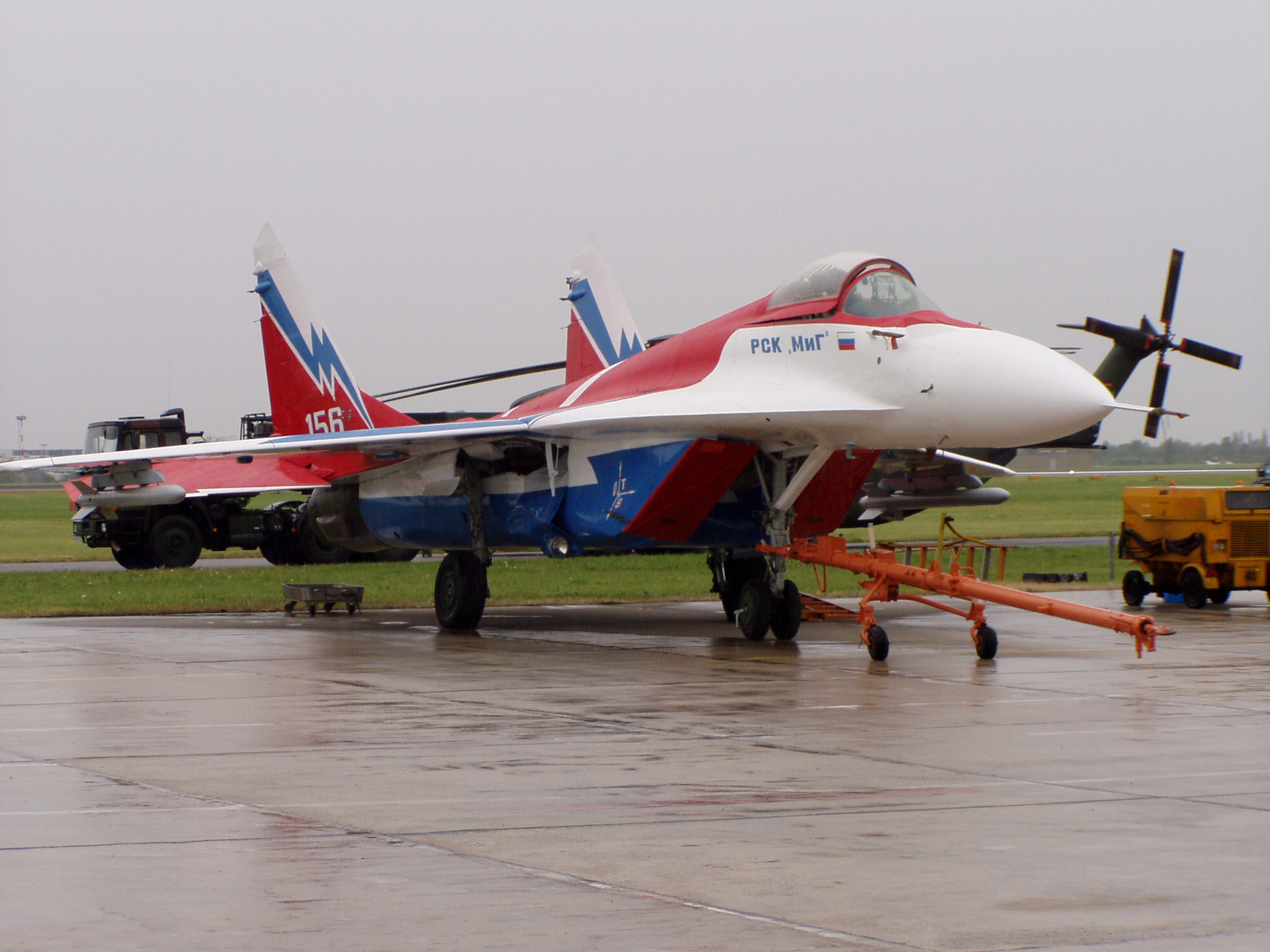
MiG-29OVT

### Produzidas
- MiG-1, 1940.
- MiG-3, 1941.
- MiG-5, 1942.
- MiG-7, 1944.
- MiG-9 'Fargo', 1947.
- MiG-13, 1950.
- MiG-15 'Fagot', 1948.
- MiG-17 'Fresco', 1954.
- MiG-19 'Farmer', 1955, primeiro caça supersônico da MiG.
- MiG-21 'Fishbed', 1960.
- MiG-23 'Flogger-A/B', 1964, caça com asas de geometria variável.
- MiG-25 'Foxbat', 1966, caça com capacidade para voar acima de Mach 3.
- MiG-27 'Flogger-D/J', 1973, caça bombardeiro derivado do MiG-23.
- MiG-29 'Fulcrum', 1983, comparável ao americano F/A-18 Hornet.
- MiG-31 'Foxhound', 1983.
- MiG-33 'Fulcrum', 1989, versão melhorada do MiG-29, também conhecido como MiG-29M.
- MiG-35 'Fulcrum-F', 2005.

### Experimentais
- MiG-8, 1945.
- MiG-I270, 1946.
- MiG-AT, 1992.
- MiG-110, 1995.
- MiG 1.44/1.42, 1986-2000.

### Nunca construídas
- MiG-105 Spiral, 1965.